# 第9回札幌国際短編映画祭
第9回札幌国際短編映画祭（SAPPOROショートフェスト）（だい9かいさっぽろこくさいたんぺんえいがさい）は、2014年10月8日〜10月13日の6日間（10日はオールナイト上映）、札幌プラザ2・5（旧札幌東宝プラザ）をメイン会場に開催された国際短編映画祭である。

## 内容
世界95ヶ国から3,016作品の応募があり、コンペティションにノミネートされたのは86作品。
特別プログラムはアジアンタイフーン、ニューヨークショート、カリフォルニアショート、ミッドナイト(R-18)、初音ミク企画UGCアワード、札幌芸術祭連携プログラム、文化庁メディア芸術祭（無料）、教育フォーラム（無料）、北海道ミュージックビデオ（無料）、オフシアター(5プログラム)の110作品を上映。
メインビジュアルは札幌在住の画家、久野志乃が担当。

## SAPPOROショートフェスト2014審査員
- 森本晃司(Koji Morimoto):アニメーション監督/日本

- トーマス・イアン・ニコラス(Thomas lan Nicholas):俳優、ミュージシャン/アメリカ

- 藤原江理奈(Erina Fujiwara):フォトグラファー/日本

- ユッカペッカ・ラクソ(Jukka-Pekka Laakso):映画祭ディレクター/フィンランド

- チョン・リョギョン(Roy-kyoung Chun):プロデューサー/韓国

## SAPPOROショートフェスト2014 AWARD
※作品名、上映時間、ジャンル、制作年、国名、監督の順で表記。国名は主な制作国で出身国とは異なります。

### グランプリ
- フィルムメーカー部門 グランプリ(Filmmaker section Grand Prix)
監督：クリス・シェパード(Chris Shepherd)/イギリス

- 作品部門 グランプリ(One title section Grand Prix)
作品：『ハバナ』（英題：Habana）22:00/Experimental/2014/フランス制作
監督：エドゥアール・サリエ(Edouard Salier)

### 審査員賞
- 最優秀監督賞(Best Director)
作品：『バターランプ』（英題：Butter Lamp）16:00/Fiction/2013/フランス・中国制作
監督：ウェイ・フゥー(Wei Hu)

- 最優秀学生監督賞(Best Students Director)
作品：『ルター』（英題：Lothar）13:20/Fiction/2013/スイス制作
監督：ルカ・ズベルビューラー(Luca Zuberbühler)

- 最優秀脚本賞(Best Screen play)
作品：『マイ・フレンド・ニーチェ』（英題：My friend Nietzsche）15:00/Fiction/2013/ブラジル制作
監督：ファウストン・デ・シルバ(Fauston da Silva)

- 最優秀チルドレン・ショート賞(Best Children Short)
作品：『ダム・キーパー』（英題：The Dam Keeper)18:05/Animation/2013/アメリカ制作
監督：堤 大介、ロバート・コンドウ(Dice Tsutsumi, Robert Kondo)

- チルドレン・ショート銀賞(Children Short Silver)
作品：『進めマーチ！』（英題：Forward, March!）04:21/Animation/2013/フランス制作
監督：ピエリック・バルバン、リメル・カイヤ、ロイック・ル・ゴフ、ギヨム・ルノエル、ガリック・ロウリングソン(Pierrick Barbin, Rimelle Khayat, Loic Le Goff, Guillame Lenoel, Garrick Rawlingson)

- チルドレン・ショート銅賞(Children Short Bronze)
作品：『陽なたのアオシグレ』（英題：Hinata no Aoshigure)17:57/Animation/2013/日本制作
監督：石田祐康(Hiroyasu Ishida)

- 最優秀ミニショート賞(Best Mini Short)
作品：『ウインド』（英題：Wind）03:49/Animation/2013/ドイツ制作
監督：ロベルト・ルーベル(Robert Löbel)

- 最優秀作曲賞(Best Original Score)
作品：『ハバナ』（英題：Habana）22:00/Experimental/2014/フランス制作
監督：エドゥアール・サリエ(Edouard Salier)

- 最優秀ノンダイアログ賞(Best Non Dialogue)
作品：『97パーセント』（英題：97%）08:00/Fiction/2013/オランダ制作
監督：ベン・ブランド(Ben Brand)

- 最優秀アニメーション賞(Best Animation)
作品：『ウインド』（英題：Wind）03:49/Animation/2013/ドイツ制作
監督：ロベルト・ルーベル(Robert Löbel)

- 最優秀アジアンショート賞(Best Asian Short)
作品：『セーフ』（英題：Safe）13:00/Fiction/2013/韓国（南韓）制作
監督：ムン・ビョンゴン(Byoung-Gon Moon)

- 最優秀国内作品賞(Best National Short)
作品：『なんで僕だけ』（英題：Why only me?）23:00/Fiction/2014/日本制作
監督：多田昌平(Shohei Tada)

- 最優秀北海道作品賞(Best Hokkaido Short)
作品：『狸詣り』（英題：Say a Prayer on Tanuki）10:00/Fiction/2014/日本制作
監督： 常松英史(Hideshi Tsunematsu)

- 最優秀コンテンポラリー / エクスペリメンタルショート賞(Best Contemporary / Experimental Short)
作品：『ハバナ』（英題：Habana）22:00/Experimental/2014/フランス制作
監督：エドゥアール・サリエ(Edouard Salier)

- 審査員特別賞(Jury Special Award)
作品：『ファー・ウエストー真の西部劇』（英題：A Tropical Sunday）18:25/Animation/2013/ブラジル制作
監督：ウェスリー・ロドリゲス(Wesley Rodrigues)

- 作品：『トロピカル・サンデー』（英題：Far West - A True Western）14:08/Fiction/2013/モザンビーク制作
監督：ファビアン・リベッツォ(Fabián Ribezzo)

- 最優秀ドキュメンタリー賞(Best Documentary)
作品：『私たちの受難』（英題：Our curse）27:328/Documentary/2013/ポーランド制作
監督：トーマシュ･シリヴィンスキ(Tomasz Śliwiński)

- 最優秀ドキュメンタリー・スペシャルメンション(Best Documentary Special Mention)
作品：『ピッグ・トロッター・パラダイス』（英題：Pig Trotter Paradise）08:56/Fiction/2013/フランス制作
監督：ローラ・ウィーヴァー(Laura Weaver)

- 最優秀男優賞（Best Actor)
作品：『夢なしでは生きられない』（英題：I can't live without a dream）30:00/Fiction/2013/中国(香港)制作
監督：キン・ロン・チャン(Kin Long Chan)

- 最優秀女優賞（Best Actress）
作品：『セーフ』（英題：Safe）13:00/Fiction/2013/韓国制作
監督：ムン・ビョンゴン(Byoung-Gon Moon)

- 最優秀子役賞（Best Children Actor）
作品：『やったね！バーナード。』（英題：Bernard The Great）09:14/Fiction/2013/カナダ制作
監督：フィリップ・ルピン、マリー＝ヘレナ・ビエンス(Philippe Lupien, Marie-Helene Viens)

SAPPOROショートフェスト2014において下記の各賞は該当なし
- 最優秀美術賞(Best Production Design)
- 最優秀編集賞(Best Editing)
- 最優秀撮影賞(Best Cinematography)*最優秀脚本賞スペシャルメンション(Best Screen Play Special Mention)

### 特別賞
- 札幌市平和賞(Sapporo Peace Award)
作品：『ダム・キーパー』（英題：The Dam Keeper)18:05/Animation/2013/アメリカ制作
監督：堤 大介、ロバート・コンドウ(Dice Tsutsumi, Robert Kondo)

- クリプトン・ベスト・サウンド・アワード(CRYPTON Best Sound Award Bruno Collet)
作品：『ファー・ウエストー真の西部劇』（英題：A Tropical Sunday）18:25/Animation/2013/ブラジル制作
監督：ウェスリー・ロドリゲス(Wesley Rodrigues)

- アミノアップ北海道新人監督賞(Amino Up Hokkaido New Director Award)
作品：『Color』（英題：stroboscope）23:55/Fiction/2014/日本制作
監督：川﨑奏天(Kanataka Kawasaki)

- 観光庁長官賞(Japan Tourism Agency Commissioner Award)
作品：『ストロボ』（英題：Color）23:01/Fiction/2014/日本制作
監督：A.T.(A.T.)

- UGCアワード最優秀賞(UGC Award Gold)
作品：『ホログラフ』（英題：Holograph）04:09/Animation/日本制作
監督：黒井心(Kuroi Shin)

- UGCアワード優秀賞(UGC Award Silver)
作品：『自鳴迷宮』（英題：Self-Playing Labyrinth）07:32/Animation/日本制作
監督：推奨幻想(Suisyogensyo)

- UGCアワード優秀賞(UGC Award Silver)
作品：『「ぶれないアイで」ミュージックビデオ』（英題："Burenai Ai De" Music Video）03:56/Animation/日本制作
監督：llcheesell

- オーディエンスアワード(Audience Award)
作品：『寫眞館』（英題：Shashinkan）16:44/Animation/2013/日本制作
監督：なかむら たかし(Takashi Nakamura)

- 作品：『バースデイ』（英題：A Birthday）25:00/Fiction/2013/韓国制作
監督：チョン・ジヨン(Ji-yeon Jung)

- 市民審査員賞 作品部門(Public Jury Award-One Title Section)
作品：『サイの行進』（英題：Rhino Full Throttle）14:59/Animation/2013/ドイツ制作
監督：エリック・シュミット(Erik Schmitt)

- 市民審査員賞 フィルムメーカー部門(Public Jury Award-Filmmakers' Section)
監督：チョン・ジヨン(Ji-yeon Jung)/韓国

- DAM シネマセレクション(DAM CINEMA SELECTION)
作品：『エイディアン』（英題：EIDEANN）
監督：アルバロ・グラナドス(Alvaro Granados)

- 作品：『メガネの思い出』（英題：Shame and glasses）
監督：アレッサンドロ・リコンダ(Alessandro Riconda)

- 作品：『寫眞館』（英題：Shashinkan）16:44/Animation/2013/日本制作
監督：なかむら たかし(Takashi Nakamura)

- 作品：『アントワーヌ』（英題：Antoine）12:00/Fiction/2013/ルクセンブルク制作
監督：キラス・ネシュバ(Cyrus Neshvad)